# Giacomo Bove

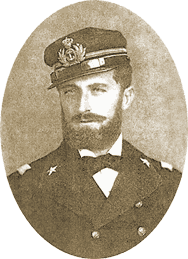
Giacomo Bove

Giacomo Bove, född 23 april 1852 i Maranzana Astiprovinsen i regionen Piemonte, död 9 augusti 1887 i Verona , var en italiensk marinlöjtnant och upptäcktsresande. Bove deltog i den svenska Vegaexpeditionen 1878–1880 som hydrograf.
Giacomo Bove gick i skola i Genua och började sedan vid l'Accademia Navale (Sjökadettskolan). Efter examen tjänstgjorde han åren 1873-1874 på fartyget "Governolo" under en forskningsresa till Fjärran östern.
Bove ansökte därefter att delta i flera andra expeditioner utan framgång innan han 1877 fick delta i en expedition som skulle kartlägga vattenströmmarna i Messinasundet på fartyget "Washington". Han noggranna arbete ledde troligen till att han accepterades att även delta i Vegaexpeditionen  som en av få utländska deltagare. Under resan utförde Bove astronomiska och hydrografiska studier. Han avslutar sitt deltagande under hemresans stopp i Neapel .
Efter hemkomsten deltog han i planeringen av en italiensk expedition till Antarktis dock lades projektet ned på grund av höga kostnader. Istället blev Argentina intresserad av hans planer och Bove ledde 1881 en argentinsk expedition till Patagonien och Eldslandet. Han publicerade sina anteckningar 1883 i Patagonia, Terra del Fuoco. Efter denna resa förläntes han Dannebrogsorden av Kristian IX av Danmark .
Den 7 juni 1881 gifte han sig med Luisa Bruzzone innan han i september reser till Argentina för expeditionen som varar till sommaren 1882.
Åren 1885–1886 genomför Bove en expedition till Kongoområdet för den italienska regeringen. Här drabbas han av en febersjukdom som medförde att han tvingas lämna flottan.
Han började därefter som teknisk ledare för ångbåtsbolaget "La Veloce" men tärd av sjukdomen kan han inte fullfölja sina arbetsuppgifter.